# 博爾巴 (葡萄牙)
38°48′N 7°27′W / 38.800°N 7.450°W
博爾巴（葡萄牙語：Borba），是葡萄牙的城鎮，位於該國中南部，由埃武拉區負責管轄，始建於1302年，面積145.19平方公里，2011年人口7,333，該城鎮人口密度每平方公里50.51人。